# (6983) Komatsusakyo
(6983) Komatsusakyo (1993 YC) – planetoida z pasa głównego asteroid okrążająca Słońce w ciągu 5,76 lat w średniej odległości 3,21 j.a. Odkryta 17 grudnia 1993 roku.